# پاتریک استریزودا
پاتریک استریزودا (انگلیسی: Patrick Strzoda؛ زادهٔ ۵ ژانویهٔ ۱۹۵۲) سیاست‌مدار اهل فرانسه است. او رئیس کارکنان رئیس‌جمهور امانوئل مکرون بوده و همچنین از مقامات و استانداران کشور آندورا می‌باشد.
وی همچنین برندهٔ جوایزی همچون لژیون دونور شده‌است.